# 유비 (1977년)
유비(1977년 9월 23일 ~ )는 대한민국의 가수로, 본명은 박성진이다. 상명대학교 연극학 학사를 졸업하였으며, 2000년 음악 그룹 필베이의 멤버로 활약하였다. 2002년 부산국제록페스티벌 장려상을 수상하였으며, 2005년 필베이 1집 앨범 《Radio killed The Video Star》로 데뷔하였다. 현재 미스터제이엔터테인먼트에 소속되어 있으며, 티라미스 소속으로 활동하고 있다.

## 작품

### 앨범
- 2005년 《Radio killed The Video Star》 - 필베이
- 2009년 《슈팅스타》 - 티라미스
- 2010년 《투명인간》 - 티라미스
- 2010년 《Yes, Sir! Captain》 - 티라미스
- 2010년 《Love To Be Part.2》 - 필베이

### 작곡
- 2007년 《Hello beautiful day》 - 윤하
- 2008년 《너만 있다면》 - 김종욱

### 곡
- 2001년 《별》 - 필베이
- 2008년 《달려라 흰둥이》 - 필베이